# Sheri Jones-Moffett
Sheri LeTrice Jones, más conocida como Sheri Jones-Moffett (Memphis, Tennessee; 30 de noviembre de 1974), es una cantante y compositora estadounidense de música góspel. Comenzó su carrera musical en 1992 al formar parte de la agrupación Tri City Singers, el cual fue un grupo convocado y liderado por Donald Lawrence. Su carrera en solitario inició en 2009 con su álbum Renewed, álbum que ganó en la categoría Mejor Álbum Góspel R&B Contemporáneo en la 52.ª entrega de los Premios Grammy. Publicó su segundo álbum de estudio, Power & Authority en 2014 por el sello discográfico Motown Gospel. Ambos álbumes se posicionaron en el Top Gospel Albums de Billboard.

## Primeros años
Jones-Moffett nació el 30 de noviembre de 1974, bajo el nombre de Sheri LeTrice Jones en Memphis, Tennessee.

## Carrera musical
Su carrera musical comenzó en 1992, al formar parte de la agrupación The Voices of Binghampton (más adelante conocido como Kevin Davidson & the Voices). Ella junto a su compañero de grupo Ted Winn abandonaron el grupo en el 2000 para formar el dúo Ted & Sheri, publicando así dos álbumes a comienzos de la década de los 2000 con uno de ellos ingresando a los listados. Después de abandonar el dúo, comenzó su carrera en solitario, en 2009, con el lanzamiento de su álbum Renewed el 11 de agosto de 2009 por el sello discográfico EMI Gospel. El álbum se convertiría en su mayor éxito en los listados de Billboard ingresando en el número seis del Top Gospel Albums. Este álbum obtuvo una calificación de ocho estrellas sobre diez por Donna Marshall de Cross Rhythms. Gracias a Renewed obtuvo una nominación en los 52.ª entrega de los Premios Grammy como Mejor Álbum Góspel R&B Contemporáneo. Su segundo álbum, Power & Authority fue publicado el 1 de abril de 2004 por el sello discográfico Motown Gospel.
Este álbum también ingresaría en el listado "Gospel Albums" de Billboard en la posición trece. El álbum obtuvo calificación de tres estrellas sobre cinco por Andrew Greer de CCM Magazine.

## Discografía
- 2009: Renewed
- 2008: Power & Authority